# Наша Ніва
«Наша Ніва» (укр. Наша Нива) — щотижнева білоруська газета. Заснована 1906 року у Вільні та відновлена 1991-го. Виходить щотижня‚ щочетверга. Паралельно з паперовим виданням з 1997 року існує інтернет-сторінка. Так само діють новинний RSS-канал і такий же LiveJournal-користувач.

## Створення
1906—1915 роки в білоруській історіографії називають Нашанивським періодом (біл. Нашаніўскім пэрыядам). Бо з виходом у Вільні першого номера тижневика «Наша Нива» 10 листопада 1906 р. було започатковано цілу епоху в розвитку білоруської культури і суспільства.
Фактично «Наша Ніва» на початку 20-го століття створила білоруську літературну мову‚ білоруську класичну літературу і державну ідею Білорусі. Скерована на широку освітню працю‚ ця газета стала центром масової й цікавої для суспільства інформації. Її видання супроводжувалося відродженням інтектуального життя‚ в ній друкувалося чимало письменників‚ які стали класиками білоруської літератури — серед них Янка Купала‚ Якуб Колас‚ Максим Богданович.

## Після відновлення
Масштабні трансформації в Радянській Білорусі та розгортання національно-визвольного руху зробили можливим відновлення газети. Від травня 1991 року у Вільні знов почала виходити «Наша Ніва»‚ цього разу під редакцією Сергія Дубовця. Відновлене видання зайняло виняткове місце серед білоруських часописів. «Наша Ніва» відмовилася від «оборончої стратегії»‚ скерованої на експансію білоруської культури. На її сторінках значне місце зайняли розмови на універсальні теми‚ з'явилося чимало перекладів. У центрі уваги опинилися також модель взаємозв'язків народів регіону і «синтетична» культура Вільні‚ як спадщини Великого князівства Литовського (спільної держави білорусів‚ литовців та тривалий час українців).
Політичні і соціальні процеси в Білорусі призвели до формулювання нових викликів для білоруського суспільства. На порядку денному з'явилася проблема дійсно вартісних медіа. Через це 1996 року було ухвалене рішення про перенесення редакції до Мінська і трансформацію «Нашої Ниви» з видання літературно-інтелектуального у видання соціально-політичного характеру. «Наша Ніва» власне знову стала газетою‚ що надає значну увагу політичним‚ соціальним і культурним процесам у Білорусі та світі.
- У 1998 році газета здобула символічну перемогу у Найвищому господарському суді[be]‚ відстоюючи своє право видавитися класичним білоруським‚ а не зросійщеним офіційним правописом.

- 1999 року газета повертається до щотижневої періодичності.

- 2000 року редакторство в «Нашої Ниви» приймає Андрій Динько.

- 2002 року газета товщає з 12 до 16 сторінок, з 2005 року — до 24-ох.

- У 2005 році влада забороняє розповсюдження газети через «Білпошту» і «Білсоюздрук[be-x-old]». Газета виживає завдяки створенню власної системи розповсюдження. Вона переходить у кишеньковий формат‚ зате кількість сторінок збільшується до 48.

- З 2006 року інтернет-версія «Наша Ніва» розпочинає поступ у формат інтернет-газети‚ пристосовуючи технологію видання‚ яка була до епохи електронних ЗМІ.

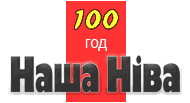
Газеті «Наша Ніва» (1906) виповнилося 100 років

Незважаючи на перепони‚ традиція видання «Нашої Ниви» існує вже 100 років. Для білоруської преси це — унікальне явище‚ помножене ще й тим‚ що «Наша Ніва» завжди була виданням суспільним і ніколи — державним‚ ніколи не трапляла під нагляд авторитарної чи тоталітарної влади. За весь час існування на її сторінках пропонувалися та обговорювалися культурні моделі‚ які допомогли білорусам у розвитку сучасної нації.
У 1990-ті було розпочате відродження видання 1906—1915 років і, окрім того, почав виходити «Словник мови „Нашої Ниви“» (біл. Слоўнік мовы «Нашай Нівы»).

## 2020—2022
З серпня 2020 року доступ до сайту «Наша Ніви» nn.by на території Білорусі заблоковано владою країни через висвітлення протестів у Білорусії.
23 вересня 2020 року силовики провели обшук у квартирі головного редактора Єгора Мартиновича і конфіскували всі технічні пристрої і носії інформації. Його допитали в Слідчому комітеті, після чого він три дні сидів в одиночній камері. Крім того, проти нього було порушено кримінальну справу за наклеп. Міжнародна організація «Репортери без кордонів» розкритикувала цю політику щодо «Нашої Ніви».
8 липня 2021 року в офісі й будинках ключових співробітників були проведені обшуки. Головний редактор Єгор Мартинович, керівник відділу реклами Андрій Скурко, головний бухгалтер Ольга Ракович та головний редактор дочірніх журналів «Наша гісторыя», «Асцярожна: дзеці!» і «Дуду» Андрій Динько були заарештовані за звинуваченням в організації акцій протесту, причому, за інформацією редакції, головного редактора побили при затриманні. З цього дня перестало працювати доменне ім'я, і сайт «Наша Ніва» не відкривається. Міністерство інформації покарало редакцію за «заборонену інформацію», що була розміщена на сайті.
12 липня 2021 року спільною заявою десяти організацій, у тому числі Правозахисного центру «Вясна», Білоруської асоціації журналістів, Білоруського Гельсінського комітету, Білоруського ПЕН-центру, заарештовані співробітники були визнані політичними в'язнями.
18 липня 2021 року термін арешту головного редактора Єгора Мартиновича сплив, але міліціянти продовжили утримувати його в СІЗО, затримавши вдруге на 10 діб і не повідомивши при цьому причини.
Незважаючи на репресії, редакція продовжила роботу.
У листопаді 2021 року суд Центрального району Мінська визнав екстремістськими матеріалами Telegram-канал та соціальні мережі «Нашої Ніви». У січні 2022 року за рішенням КДБ Білорусі «Наша Ніва», її інтернет-ресурси та ПІУП «Сородичі» були визнані «екстремістським формуванням».
5 серпня 2022 року, вперше в історії білоруських ЗМІ, створена українська версія Telegram-каналу «Наша Нива» українською мовою з вичерпною інформацією про Білорусь, який створений за допомогою українських ентузіастів.

## Нагороди та призи
- Міжнародна премія «Свобода вираження поглядів» (Андрій Динько) (2006)[13]
- Премія імені Лоренцо Наталі (Андрій Динько) (2006)[14]
- Премія імені Герда Буцеріуса «Вільна преса Східної Європи[ru]» (2007)[15]
- Люблю Беларусь[be-x-old] (2010)[16]
- ‘Belarus in Focus’ (Андрій Динько) (2013)[17]
- Премія за свободу преси «Репортерів без кордонів» (Єгор Мартинович) (2015)[18]
- Конкурс БАЖ «Вільне слово» (переможці Єгор Мартинович та Дмитро Паньковець) (2015)[19]
- Премія імені Герда Буцеріуса «Вільна преса Східної Європи[ru]» (Наталя Лубневская) (2021)[20]